# Kanton Kourou
Kanton Kourou (francouzsky Canton de Kourou) byl francouzský kanton v departementu Francouzská Guyana v regionu Francouzská Guyana. Tvořila ho pouze obec Kourou. Zrušen byl po reformě kantonů 2014.